# Sahaba al-Rehmania
Sahaba al-Rehmania, död efter 1574, var hustru till sultan Mohammed I Saadi (regent 1554–1557) och mor till sultan Abu Marwan Abd al-Malik I (regent 1576-1578). 
Hon var en av sultanens lagliga muslimska hustrur och inte en slavkonkubin. Hennes far hade gift bort henne som en del av en allians mellan två stammar. 
Hon är känd för den roll hon spelade för sin sons maktövertagande. När hennes make avled 1557 och efterträddes av sin son med en annan kvinna, flydde Sahaba al-Rehmania och hennes son utomlands. Under sin exil i Konstantinopel lyckades hennes son med hennes hjälp övertala den osmanska sultanen att bidra med hjälp för att uppsätta hennes son på tronen.